# Möbeltillverkning i Lindome socken

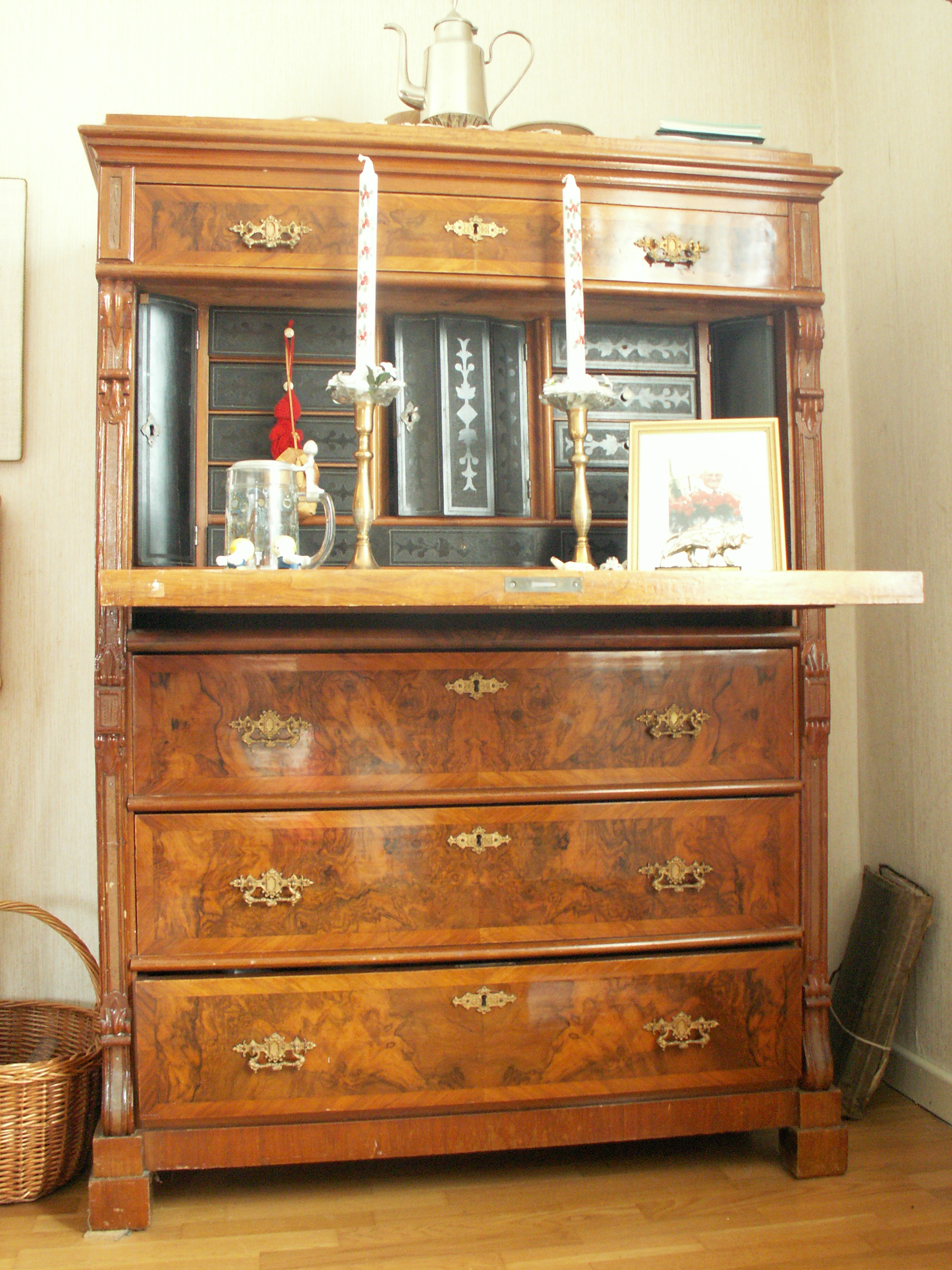
Lindomebyrå fotograferad i Hassungared, Lindome.

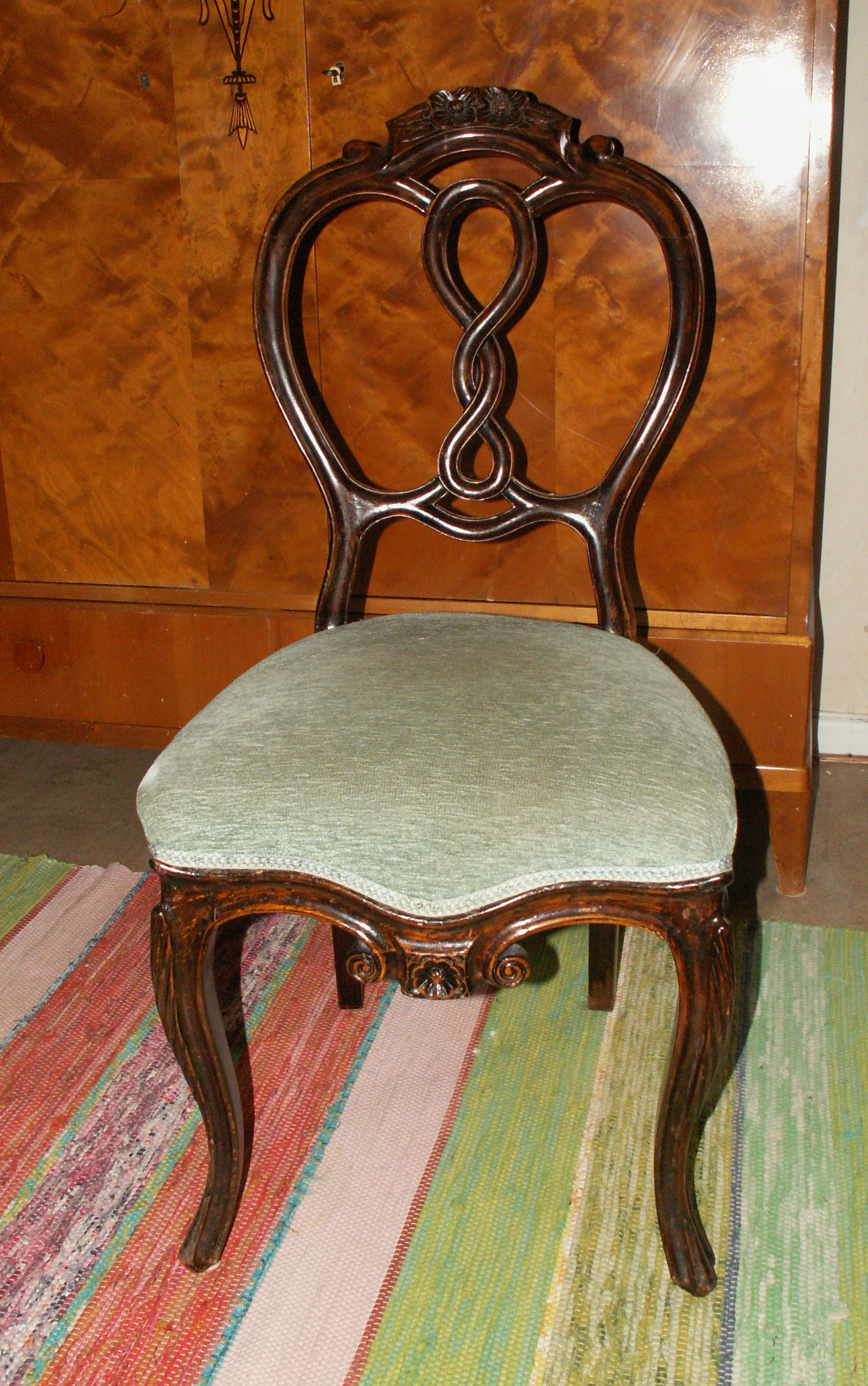
Göteborgsstol, tillverkad tidigt 1900-tal.

Möbeltillverkning i Lindome socken, den nordhalländska socknen mellan Göteborg och Kungsbacka, har pågått sedan 1600-talet. I de små byarna tillverkades möbler, ofta som en sidosyssla vid sidan av lantbruk och biodling. Mest känd av Lindomemöblerna blev göteborgsstolen.

## Historik och orsaker
Lindome är kanske mest känt för sin möbelproduktion under 1800-talet till tidiga 1900-talet. Vid den tiden skedde tillverkning av göteborgsstolen – en liten länstol – och andra möbler i större skala, bland annat på beställning av borgarna i Göteborg. Göteborgstolen producerades i mahogny. För övriga möbler var västsvensk björk vanligt möbelträ, och stilarna varierade enligt tidens moden, från Fredrik I:s tid, över rokoko (som i göteborgsstolens ofta svängda ben) och kinesisk påverkan, via nyklassicism och gustaviansk stil. Efter att Sundsvall 1888 brunnit ner, skulle enligt uppgift hela vagnslaster med nya möbler från Lindome ha gått iväg mot norr.
Anledningen till möbelproduktionen i Lindome kan sökas i dels det magra jordbruket (möbelproduktion var för många en nödvändig bisyssla på vintern), dels i tillgång till virke, samt avsättningsmöjligheter i Göteborg. Det berättas hur man till fots transporterade varorna, för försäljning runt Järntorget.
Möbelproduktionen i Lindome var hela tiden på hantverksbasis, och man kunde i slutet av 1800-talet inte konkurrera med den ny fabriksgjorda tillverkningen (bland annat i Småland). Produktionen av stolar och andra möbler fortsatte dock på enstaka ställen i socknen under hela 1900-talet.

## De olika gårdarnas möbler
De olika gårdarna och byarna i socknen tillverkade olika slags möbler. Här är en ungefärlig fördelning område för område:
- Inseros – lådmöbler, chiffonjéer och byråar
- Skålgärde – lådmöbler
- Ranered, Skräppholmen – sängar
- Djupedala – femlådiga skrivbord
- Hällesåker – lådmöbler, skrivbord, kommoder
- Greggered – sängar, byråar, stolar, skrivbord
- Holmen – femlådiga skrivbord
- Knipered – stolar
- Skår – stolar
- Dvärred – stoppsoffor (även smide av liar och skäror)
- Anderstorp – stoppsoffor och skrivbord (många arbetade i bomullsspinneriet)
- Torvmossared – lådmöbler
- Tommered – byråar
- Gårda nr 1 – byråar (tidigare spinnrockar)
- Strekered – byråar och stolar
- Hassungared – soffor, stolar, bord
- Kättered – stolar (även byråar)
- Sintorp – bord (tidigare sängar och soffor)
- Gårda vid kyrkan – sängar (mest svängda flygelsängar)
- Gårda vid Älvsåkersgränsen – byråar, stoppsoffor
- Berget – (tidigare spinnrockar)
- Lindomeby – byråar och stolar (tidigare bord), spinnrockar
- Rantorp – stolar, gungstolar
- Gastorp – stolar, gungstolar
- Ingemantorp, Fågelsten och gårdarna västerut (Skogtorpa rote) – stolar

Således skedde endast (vad gäller avsalu) tillverkning av stolar i Skogtorpa-hemmanen längst i väster i socknen. Det långa avståndet och det dåliga vägnätet var en av orsakerna.[källa behövs]